# Caitlin Doughty
Caitlin Marie Doughty (Oahu, Hawái 19 de agosto de 1984)   es una directora funeraria estadounidense, autora, bloguera, YouTuber y defensora de la aceptación de la muerte, además de defensora de una reforma a las prácticas funerarias occidentales. Es propietaria de Clarity Funerals and Cremation of Los Angeles, creadora de la serie web "Ask a Mortician", fundadora de la Orden de la Buena muerte y autora de tres libros superventas, Hasta las cenizas, Lecciones desde el crematorio (2014), De aquí a la eternidad, viajando por el mundo buscando una buena muerte (2017), y ¿Puede mi gato comerse mis ojos? grandes preguntas para pequeños mortales acerca de la muerte (2019).

## Infancia y sus primeros contactos con la muerte
Doughty creció en Kaneohe. Oahu, Hawái, aislada del concepto de la muerte hasta la edad de 8 años cuando fue testigo de la muerte de un niño al caer de un balcón en un centro comercial. Según cuenta, fue retirada rápidamente del sitio del accidente y nadie volvió a hablar de aquel evento nunca más, lo cual la marcó profundamente, haciendo que se obsesionase con miedos hacia su propia muerte o la muerte de sus familiares Doughty llegó a decir que "si hubieran tenido la oportunidad de hablar sobre la muerte cuando era niña, hubiera podido superar mejor su trauma".
Después de terminar sus estudios secundarios, inició su carrera en historia medieval en la Universidad de Chicago, centrándose en la muerte y su cultura, graduándose en 2006; estudió también la cacería de brujas en la Edad Moderna temprana, además de otros trabajos basados en los poemas de Edgar Allan Poe y Christina Rossetti.

## Su paso por la industria funeraria

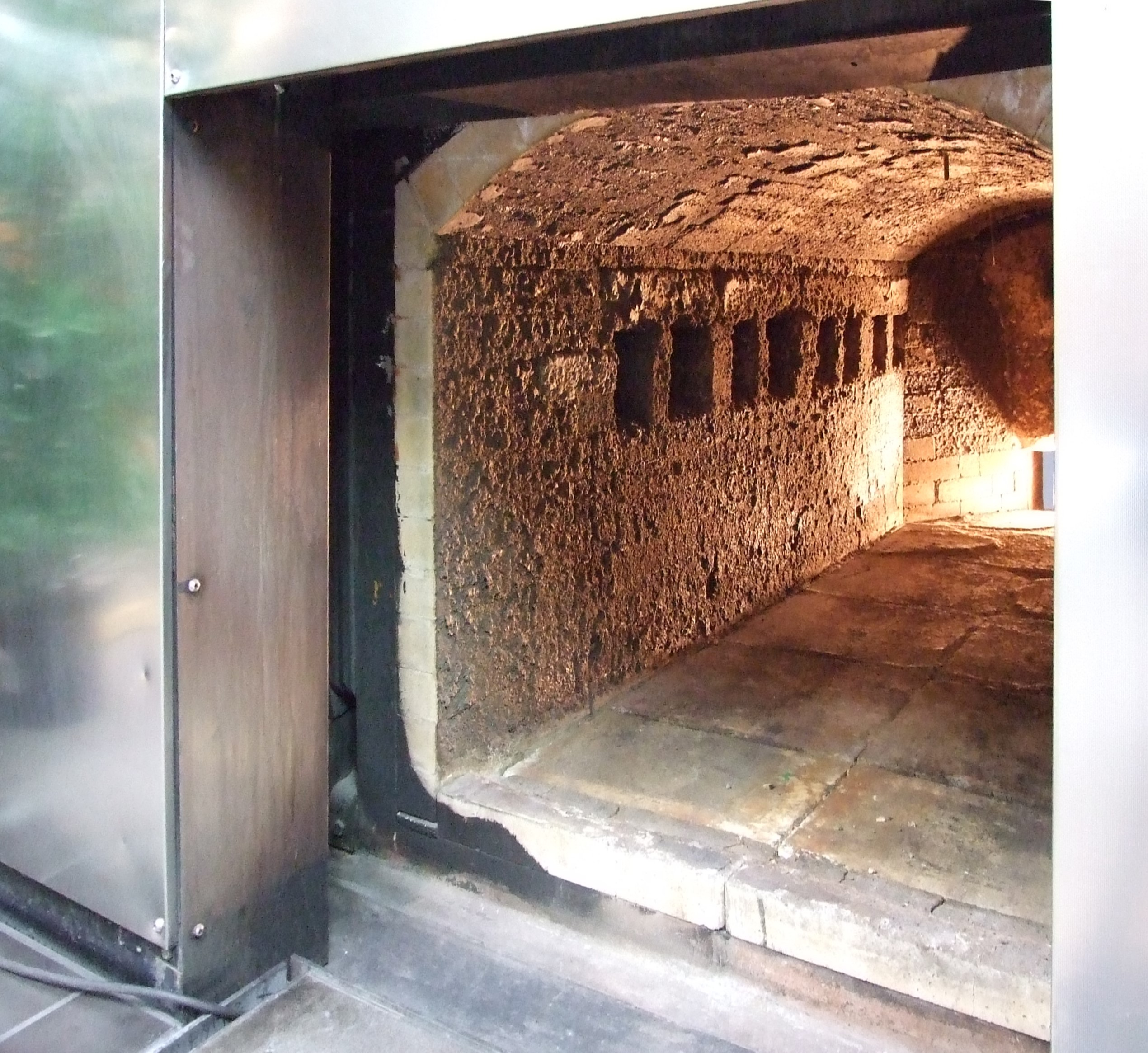
Cámara de horno de una retorta o crematorio

Al terminar sus estudios decidió mudarse a San Francisco, buscando experiencia en el sector funerario, especialmente en casas funerarias, encontrando empleo en el crematorio Pacific Interment (ella se refiere a él como "Westwind Cremation and Burial" en su libro). La mayor parte de su trabajo en el crematorio fue principalmente recoger los cuerpos, prepararlos para los velatorios, incinerar los restos y entregarlos a los familiares. Todas estas experiencias la marcaron profundamente, en especial con respecto a muchas de las prácticas funerarias acostumbradas en la sociedad estadounidense, los trámites burocráticos alrededor de la liberación de los cuerpos y además de ello las estrategias de las casas funerarias fueron fundamentales para el desarrollo de sus libros. Como resultado de sus experiencias decidió certificarse en prácticas funerarias en el Cypress College, para obtener su licencia como directora funeraria, y luego abrir su propia casa de funerales.
Desde un comienzo, Caitlin supo que su trabajo en el interior de la industria funeraria estaba orientado a reformar las actitudes sobre la muerte, además de ofrecer opciones alternativas para quienes se mostraran interesados. Al conseguir su licencia de directora funeraria, fundó la Orden de la Buena Muerte, una asociación de directores funerarios, artistas, académicos y personas relacionadas con el sector funerario, los cuales buscan en esencia desarrollar alternativas ecológicas a los entierros tradicionales,reformar la manera en la cual la sociedad occidental maneja el tema de la muerte, además de ser críticos con el trato que le ha dado la gran industria funeraria a la muerte.

## Filosofía y activismo
Su principal inspiración se basa en la total ausencia de los familiares del difunto durante todo el proceso, lo cual, de acuerdo a sus observaciones ha sido el origen de la ansiedad y fobia a la muerte en la cultura y sociedad occidental contemporánea. Su objetivo primario siempre se ha orientado a la resurrección o incluso implementación de prácticas en las cuales los familiares del difunto se ven involucrados en los arreglos funerarios, como lo es el de los Memento mori como una forma de aceptación de la muerte, procesos de duelo más sanos que contribuyan a cierres emocionales mejor procesados. Sumado a ello, ha buscado además ofrecer prácticas funerarias alternativas y más amables como el medio ambiente como lo son la hidrólisis alcalina, los entierros celestiales o incluso entierros naturales en los cuales se usen solamente ataúdes en mimbre, o sudarios biodegradables.
De acuerdo a su posturas, la evolución de las costumbres funerarias occidentales y especialmente en Estados Unidos se debió principalmente a la popularización del embalsamado de los cuerpos durante la guerra civil estadounidense lo cual hizo que la industria funeraria se convirtiera en un negocio en auge. Sin embargo, todo esto fue cambiando con el reporte de Jessica Mitford The American Way of Death en el cual expuso los abusos de la industria funeraria, y causó un profundo cambio en las prácticas funerarias en Estados Unidos lo cual hizo profundamente popular la cremación como alternativa frente al entierro tradicional. Sin embargo, aunque Doughty coincide en varios puntos con las posturas de Mitford en cuanto a los abusos de la industria funeraria, difiere en cuanto al tratamiento que se le debe de dar a la muerte: según ella, la familia debe de reapropiarse del sentido de la muerte y la preparación del cuerpo como parte de la intimidad familiar, abrazando la realidad de la muerte y recuperando las tradiciones del duelo y la velación del cuerpo perdidas por la masificación de la industria de las honras fúnebres

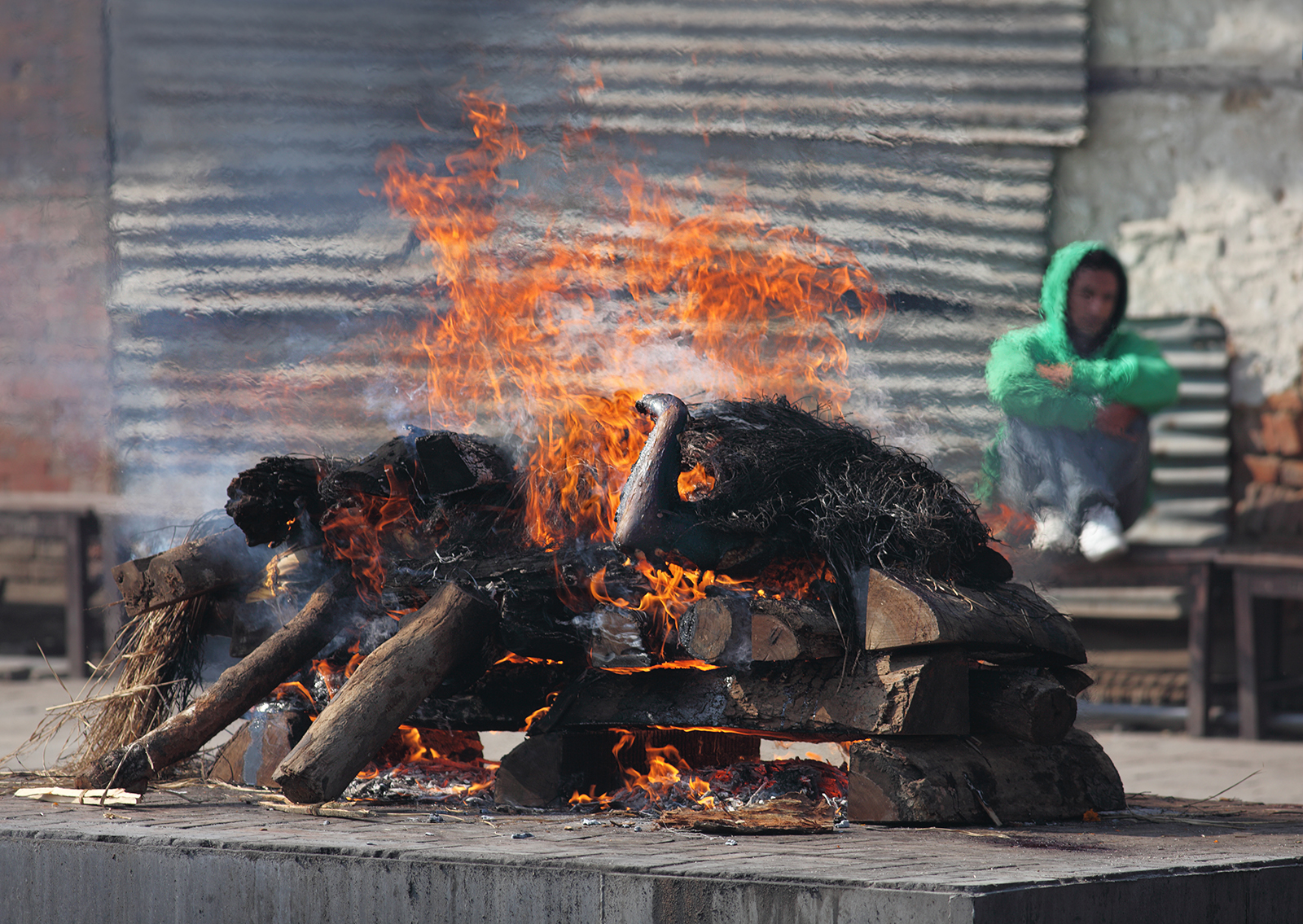
Pira funeraria en Nepal

En sus propias palabras 

"La muerte no es una desviación, en realidad es el acto más normal y universal que existe"
Caitlin Dougthy

.  

## Su canal, Ask a Mortician
Sus inicios en YouTube fueron alrededor del 2011, con la apertura de su canal, Ask a Mortician, en el cual trata diversos temas tabú sobre la muerte, así como curiosidades funerarias diversas y costumbres fúnebres de diferentes culturasm además de temas como la descomposición o la necrofilia siempre con un tono de humor e irreverencia. Sin embargo, de acuerdo a sus palabras:   

"Me tomo mi trabajo y todo este movimiento increíblemente en serio. Hago [los videos] con sentido del humor, pero es mi vida, y es realmente importante para mí que se transmita un mensaje positivo sobre la muerte".
Caitlin Doughty

Para 2012, después de 12 episodios, "Ask a Mortician" tenía 434 000 visitas,  y para enero de 2022, el canal tenía 258 clips con un total de 215 000 000 visitas convirtiéndose en un éxito.  
Muchos de sus fanáticos le han dicho a Doughty que se sentían avergonzados por querer ver el cadáver de alguien que perdieron, a lo que Doughty ha respondido que es el resultado de la industria funeraria al "blanquear la muerte".  En su lugar, Doughty aboga por pasar tiempo con el cuerpo, no solo horas, sino alrededor de dos días, para aceptar completamente la muerte. También fomenta los rituales y la participación personal en la preparación del cadáver, incluido el lavado o el vestido. 

## Libros publicados
Aparte de su trabajo como directora funeraria y activista, ha logrado publicar tres libros, los cuales han sido éxito en ventas:

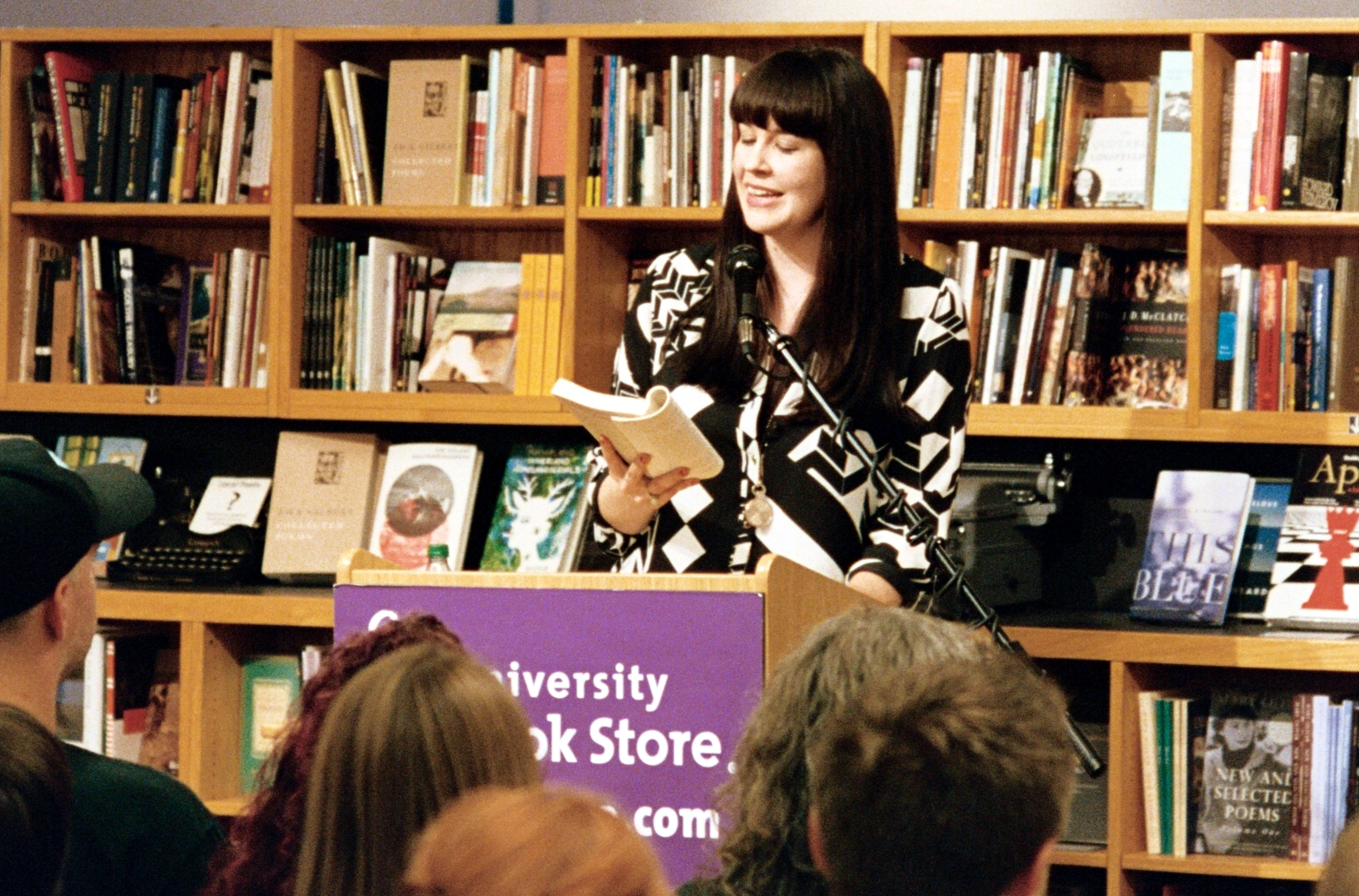
Lectura en Seattle en 2014

- Hasta las cenizas, y otras historias desde el crematorio: basado en sus experiencias en el campo de la industria funeraria, en las cuales narra en clave de humor sus posiciones alrededor de la muerte y como la industria funeraria ha ido desfigurando su esencia en la sociedad occidental.
- De Aquí a la eternidad: Su segundo libro es una compilación de diferentes prácticas funerarias alrededor del mundo, con el mismo tono sarcástico y de humor negro que la caracteriza, expresando las diversas tradiciones existentes alrededor de la muerte y como otras sociedades la ven.
- ¿Puede mi gato comerse mis ojos? y otras preguntas sobre la muerte para pequeños mortales: escrito especialmente para niños, y con un lenguaje práctico y directo explica varios aspectos de la muerte y su impacto.